# Carl Gustaf Rehnskiöld

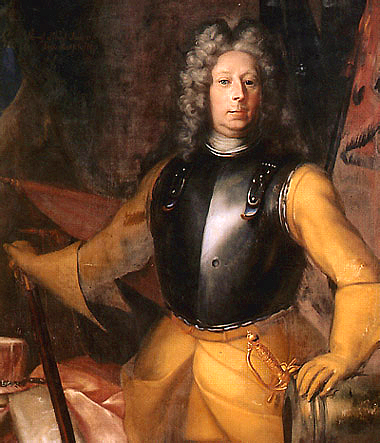
Carl Gustaf Rehnskiöld

Carl Gustaf Rehnskiöld (ur. 6 sierpnia 1651 w Stralsundzie, zm. 29 stycznia 1722 w Läggesta) – szwedzki feldmarszałek walczący w wielkiej wojnie północnej pod Karolem XII.
Twórca serii wielkich zwycięstw (m.in. bitwa pod Narwą 1700, bitwa pod Kliszowem 1702, bitwa pod Wschową 1706). Po klęsce pod Połtawą w 1709 dostał się do niewoli rosyjskiej. Uwolniony w 1718 roku, wycofał się z życia publicznego. 